# John Andersson (serieskapare)
John Gunnar Viktor Andersson, född 1 februari 1960, död 26 januari 2023 i Vantörs distrikt i Stockholm, var en svensk serieskapare.
Under 1980-talet sammanställdes hans tre seriealbum Gene, Fred and Judy, Bole Sole/Schneiderduschen och Atlas peruk, den förstnämnda på Tago förlag och de två andra på eget förlag. 1990 kom Andersson i kontakt med Galago, vilket varit den tidskrift som Andersson senare var mest aktiv i,tillsammans med Kapten Stofil. Övriga tidningar och tidskrifter som han medverkade i är Dagens Nyheter, Hjärnstorm, Gatskrikan, Stora saltet och Autistisk kilskrift. Tillsammans med Niklas Nenzén utgav han den surrealistiska serietidningen Diabolik och illustrerade den svenska utgåvan av Amos Tutuolas Mitt liv i spökenas bush (Sphinx bokförlag, 2011), som översattes av Nenzén.
Förutom sitt serieskapande ställde Andersson också ut på Galleri ETC, Kramfors konsthall, Galleri Texas och Norrköpings konsthall.